# Bommanakunte, Challakere
Bommanakunte là một làng thuộc tehsil Challakere, huyện Chitradurga, bang Karnataka, Ấn Độ.